# Theudigisel
Theudigisel est roi wisigoth d'Hispanie et de Septimanie de 548 à 549.

## Biographie
Général du roi Theudis, Theudigisel s'était illustré en 542 contre les Francs qui avaient envahi le royaume wisigoth. Ces derniers, dirigés par les rois Childebert et Clotaire, avaient franchi les Pyrénées, pillé Pampelune, Calahorra et d'autres villes avant d'assiéger Saragosse en 542. Les habitants, moyennant de grosses sommes d'argent et l'étole de saint Vincent, purent négocier le retrait des Francs ; lorsque ces derniers s'engagèrent dans les défilés des Pyrénées, les troupes wisigothiques commandées par Theudigisel tombèrent à l'improviste sur l'arrière-garde ennemie qui fut anéantie près de Valcarlos. Theudigisel s'empara des bagages et des trésors des troupes franques qui ne purent conserver que la relique de saint Vincent.
En 548, il est porté au pouvoir après l'assassinat du roi Theudis mais son règne est de courte durée : débauché, se comportant comme un tyran, il est assassiné en 549 à Séville au cours d'un banquet, après dix-huit mois de règne. Grégoire de Tours raconte que Theudigisel festoyait joyeusement avec ses amis quand tout à coup, la lumière s'éteignit, et il fut frappé par ses ennemis à coups d'épée. Ceux-ci élevèrent Agila sur le trône à sa place.
Selon la chronique des rois wisigoths (Chronica regum Wisigotthorum), Theudisclus régna un an, six mois et treize jours, tandis que Isidore de Séville mentionne un règne d'un an et trois mois.

#### Sources anciennes
- Grégoire de Tours, Histoire des Francs, III.
- Isidore de Séville, (Historia Gothorum, 44–45).